# Elvida
Elvida és una òpera en un acte de Gaetano Donizetti, amb llibret de Giovanni Schmidt. S'estrenà al Teatro San Carlo de Nàpols el 6 de juliol de 1826.	
L'òpera es va escriure com a peça d'ocasió per l'aniversari de la reina Maria Isabel. L'estrena no va "impressionar gaire al públic" i després de tres representacions, la peça va quedar oblidada fins que es va tornar a representar i gravar el 2004.